# Rhinia apicalis
Rhinia apicalis is een vliegensoort uit de familie van de Rhiniidae. De wetenschappelijke naam van de soort werd voor het eerst geldig gepubliceerd in 1830 door Wiedemann.